# Changer les choses
Changer les choses è il primo album in studio della cantante franco-algerina Nâdiya, pubblicato nel 2001.

## Tracce
1. Chaque fois – 3:46
2. J'te dis Bye Bye – 3:24
3. J'ai confiance en toi – 3:56
4. Qui pour rait m'aimer – 3:33
5. Rien que pour toi – 2:52
6. Simon – 0:18
7. Changer les choses – 3:57
8. La personne à qui tu penses – 3:45
9. Là-bas – 0:14
10. Le regard des miens – 3:42
11. Écoute ma prière – 4:26
12. Nos routes se séparent – 3:41
13. Quelques soient les apparences (feat. Eric Daniel) – 3:37
14. T'es en moi – 4:17
15. Ouvre grand ton coeur – 5:06